# JJ Lehto
Jyrki Juhani Järvilehto, genannt JJ Lehto, (* 31. Januar 1966 in Espoo) ist ein ehemaliger finnischer Automobilrennfahrer. Er startete zwischen 1989 und 1994 in der höchsten Motorsportklasse Formel 1 und gewann in seiner Karriere zweimal das 24-Stunden-Rennen von Le Mans.

## Karriere
JJ Lehto ist der Sohn eines Rechtsanwalts aus Helsinki und fand in seinem Landsmann, dem ehemaligen Formel-1-Weltmeister Keke Rosberg, einen Talentförderer, der ihn auch darin bestärkte, seinen schwer auszusprechenden Namen medienwirksam zu verkürzen. Nach dem üblichen Weg über Kartrennen und diverse Formel-Serien wie die Formel Ford gewann Lehto 1988 das Britische Formel-3-Championat und wurde sogar zu Tests bei Ferrari eingeladen, da schon mehrere Sieger dieser Serie sich zu Spitzenfahrern entwickelt hatten.

### Formel 1

#### Onyx (1989–1990)
In der Saison 1989 fuhr JJ Lehto für das Onyx-Team des belgischen Finanzmanagers Jean-Pierre Van Rossem. Onyx war ursprünglich von Mike Earle gegründet worden und hatte in der Formel 3000 für ansehnliche Ergebnisse gesorgt, bis Van Rossem 1988 die Aktienmehrheit übernommen hatte. Als das junge Team 1989 in der Formel 1 startete, sorgten interne Spannungen von Anfang an für schlechte Voraussetzungen. Zum Ende des Jahres kam es in der Teamleitung zum offenen Bruch. Eine Ursache waren sicher auch unsaubere Tricks mit zusätzlichen Tanks, die das Mindestgewicht „simulieren“ sollten. Im folgenden Jahr fuhr Lehto wieder an der Seite von Stefan Johansson und Bertrand Gachot. Dank seiner kontrollierten Fahrweise galt er bald als einer der besten Newcomer. Im Verlauf dieser Saison wurden Auflösungserscheinungen bei Onyx offensichtlich. Sowohl der Hauptfinanzier als auch Porsche, die als potentieller Motorenlieferant gehandelt worden war, zogen sich zurück.

#### Dallara (1991–1992)
Lehto schaffte dank Rosberg den Absprung zu Dallara. Die Wagen dieses Rennstalls wurden in der Saison 1991 noch von Judd-Motoren angetrieben, im folgenden Jahr setzte man jedoch Triebwerke von Ferrari ein. In Imola erreichte Lehto mit einem dritten Platz sogar das Podium. Mit diesen vier Punkten erzielte er am Ende der Saison den zwölften Platz des Endklassements.
Zu Beginn der Saison 1992 erzielte Lehto mit den Dallara-Wagen der Scuderia Italia bessere Ergebnisse als die Ferrari-Werkswagen. Spöttisch meinte die Presse, dass der „falsche“ Ferrari wenigstens für Achtungserfolge gesorgt hätte, zumal Dallara ebenfalls im klassischen Rot italienischer Rennwagen antrat.

#### Sauber und Benetton (1993–1994)
In der Saison 1993 wechselte der Finne zum gerade formierten Schweizer Sauber-Rennstall. An der Seite des talentierten Österreichers Karl Wendlinger fuhren die schwarzen Wagen zu Beginn der Saison durchaus beeindruckende Startplatzierungen und Endresultate heraus. Doch die Weiterentwicklung stagnierte, ein Hauptsponsor entpuppte sich als Blender, und die Tatsache, dass Sauber dank Steve Nichols zwar ein aerodynamisch durchaus effektives Auto gebaut hatte, aber aus Kostengründen eines der wenigen Teams ohne aktives Fahrwerk war, half dem Fortkommen beider Fahrer auch nicht gerade. Hinzu kamen unglückliche Kollisionen, bei denen sich beide Piloten gegenseitig ins Aus schoben, und der sich abzeichnende Rückzug des Ilmor/Mercedes-Motors. Lediglich ein vierter und ein fünfter Platz waren die magere Ausbeute. Doch nach dem Abschied Riccardo Patreses aus der Formel 1 war zum Ende der Saison ein Cockpit frei geworden. Neben dem ehemaligen Vizeweltmeister Michele Alboreto wurde Lehto bei Testfahrten mit dem Benetton unter die Lupe genommen, wo er bald darauf Teamkollege von Michael Schumacher wurde.
Doch bereits vor Saisonbeginn verunglückte Lehto bei Testfahrten in Silverstone so schwer, dass bei einer Operation zur Stabilisierung der angebrochenen Halswirbelsäule seine Nackenmuskeln durchtrennt werden mussten. Dies setzte ihn für längere Zeit außer Gefecht. Somit nahm zunächst der Neuling Jos Verstappen seinen Platz ein. Erst zum dritten Rennen, beim Grand Prix von San Marino in Imola, saß der Finne wieder im Cockpit. Beim Start würgte er den Motor ab; ein Großteil des Feldes konnte passieren, aber der Portugiese Pedro Lamy im Lotus fuhr mit fast 200 km/h in das Heck des Benetton. Die herumfliegenden Trümmerteile verletzten einige Zuschauer und führten zu einer längeren Safety-Car-Phase. Nachdem das Rennen wieder aufgenommen worden war, verunglückte Ayrton Senna in der Tamburello-Kurve tödlich.
Aufgrund des erneuten Schleudertraumas und der immer noch nicht ausgeheilten Halsverletzungen des Winters musste Lehto länger pausieren und fuhr anschließend völlig außer Form seinem Teamkollegen Michael Schumacher hinterher. Der sechste Platz beim Grand Prix von Kanada war das einzige vorzeigbare Ergebnis. Um Schumacher besser im Kampf um die WM unterstützen zu können, entließ Flavio Briatore zwei Rennen vor Saisonende den Finnen, um stattdessen Johnny Herbert einzustellen. Lehto kehrte dann noch einmal bei den Rennen in Italien und Portugal zurück, als Ersatz für Schumacher, der wegen eines Vorfalls in Silverstone gesperrt worden war. Dann ging Lehto zurück zu Sauber, da Wendlinger immer noch schwer an den Verletzungen von Monaco litt, konnte aber nach einem Motorschaden in der ersten Runde in Suzuka beim letzten Rennen in Adelaide nur noch einen zehnten Rang einfahren. Insgesamt nahm er an 62 Grands Prix teil und sammelte zehn Punkte.

### Deutsche Tourenwagen-Meisterschaft und Le Mans
Für die Saison 1995 fand Lehto keinen Vertrag in der Formel 1, kurierte aber seine Verletzungen endgültig aus. Das 24-Stunden-Rennen von Le Mans gewann er noch im selben Jahr auf einem McLaren F1 GTR BMW-V12. Danach fuhr er für Opel in der Deutschen Tourenwagen-Meisterschaft und in der International Touring Car Championship, wo er zu den beliebtesten Piloten gehörte. Dort zählte er auch zu den Leistungsträgern, die zum Sieg Opels in der Markenwertung beitrugen. Nach dem vorübergehenden Ende dieser Rennserie wechselte Lehto in den GT-Sport und fuhr zeitweise für das Hogan-Team in der Champ-Car-Serie. 2002 ging er erneut für Opel als Gaststarter beim DTM-Rennwochenende auf dem A1-Ring an den Start.
Den Le-Mans-Sieg wiederholte der Finne 2005 an der Seite des Rekordsiegers Tom Kristensen und Marco Werners auf einem Audi R8 LMP.

## Sonstiges

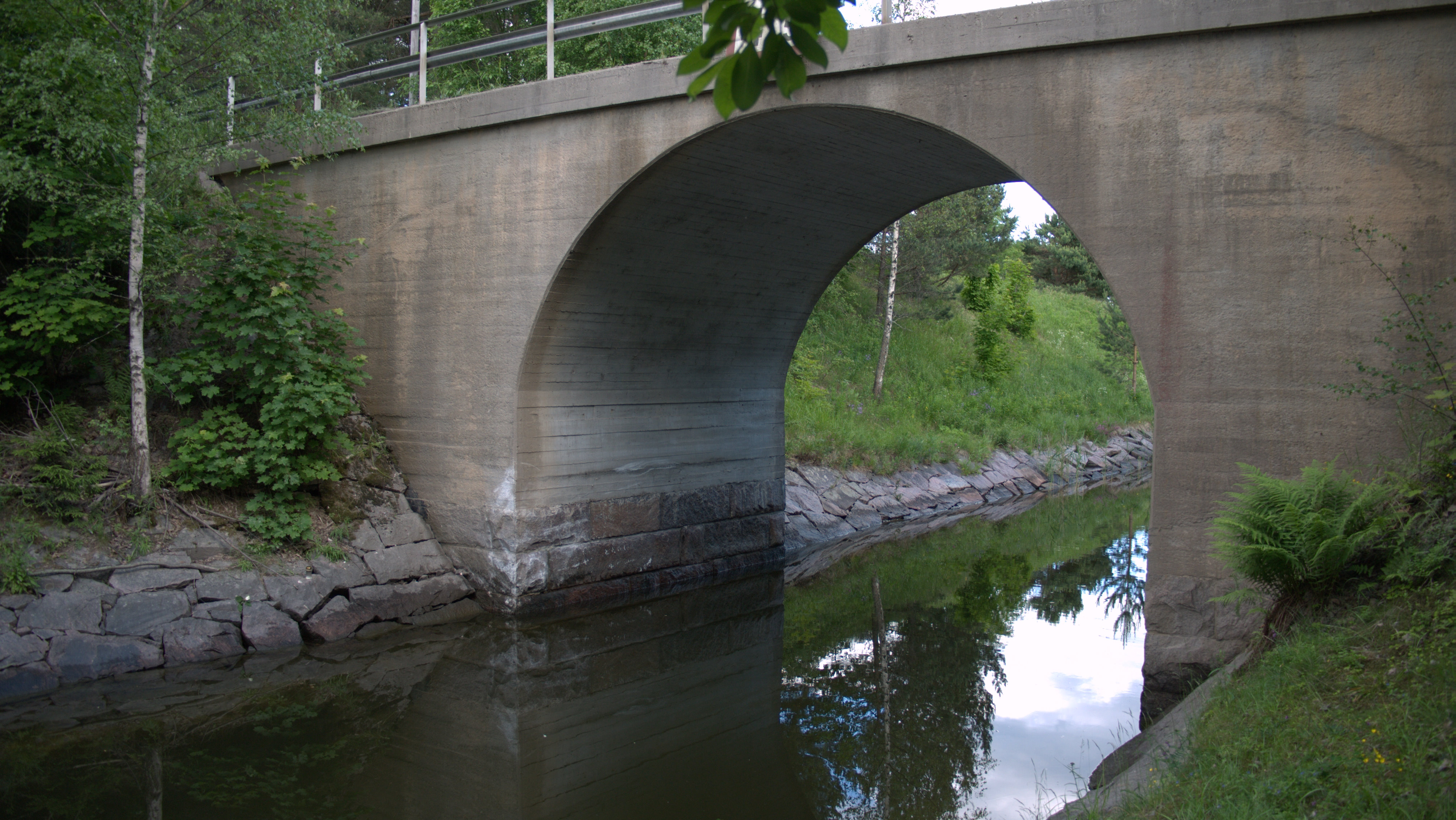
Brücke, Beschädigungen durch den Unfall am linken Pfeiler

Seit 2001 arbeitet JJ Lehto für das finnische Fernsehen als Kommentator von Rennereignissen. 
Am 17. Juni 2010 war Lehto in einen Speedboot-Unfall bei Jomalvik (Raseborg) verwickelt. Er war auf seinem Boot mit einem Freund mit überhöhter Geschwindigkeit (knapp 40 Knoten anstelle der erlaubten 5) unterwegs, als das Schiff gegen einen Brückenpfeiler prallte. Dabei wurde Lehtos Begleiter getötet, er selbst überlebte schwer verletzt. Nach dem Unfall wurde bei ihm durch einen Alcotest ein Alkoholgehalt von 1,7 Promille festgestellt, dieser Wert wurde später durch einen Bluttest auf 2,53 Promille erhöht. Im August 2011 wurde gegen Lehto Anklage wegen Totschlags erhoben, da Rekonstruktionen des Unfalls laut Staatsanwaltschaft und Polizei zu dem Schluss geführt hätten, dass Lehto zum Zeitpunkt des Unfalls am Steuer gewesen sei. Während des Prozesses erklärte Lehto, unschuldig zu sein und das Boot nicht gefahren zu haben, während die Staatsanwaltschaft eine Gefängnisstrafe von fünf Jahren forderte. Am 14. Dezember 2011 wurde er vom finnischen Bezirksgericht Länsi-Uusimaa zu einer Gefängnisstrafe von zwei Jahren und vier Monaten verurteilt. Zusätzlich sollte er 20.000 Euro Schmerzensgeld an die Familie des Opfers zahlen und die drei Kinder des Toten bis zu deren Volljährigkeit finanziell unterstützen. Am 2. Oktober 2012 begann in Turku das Berufungsverfahren. Während Lehtos Verteidigung ein neues Gutachten vorlegte, nach dem nicht Lehto, sondern sein Freund das Boot gefahren sei, forderte die Staatsanwaltschaft eine Erhöhung der Haftstrafe auf die ursprünglich geforderten fünf Jahre. Mit Entscheidung des Berufungsgerichtes vom 30. November 2012 wurde Lehto schließlich vom Vorwurf der fahrlässigen Tötung freigesprochen; es sei nicht eindeutig beweisbar, dass er das Boot gesteuert habe.

## Statistik

### Statistik in der Formel-1-Weltmeisterschaft

#### Gesamtübersicht
| Saison | Team     | Chassis                 | Motor                    | Rennen | Siege | Zweiter | Dritter | Poles | schn. Rennrunden | Punkte | WM-Pos. |
| ------ | -------- | ----------------------- | ------------------------ | ------ | ----- | ------- | ------- | ----- | ---------------- | ------ | ------- |
| 1989   | Onyx     | Onyx ORE-1              | Ford Cosworth DFR 3.5 V8 | 2      | –     | –       | –       | –     | –                | –      | –       |
| 1990   | Onyx     | Onyx ORE-1 / Onyx ORE-2 | Ford Cosworth DFR 3.5 V8 | 5      | –     | –       | –       | –     | –                | –      | 29.     |
| 1991   | Dallara  | Dallara 191             | Judd 3.5 V10             | 16     | –     | –       | 1       | –     | –                | 4      | 12.     |
| 1992   | Dallara  | Dallara BMS192          | Ferrari 3.5 V12          | 15     | –     | –       | –       | –     | –                | –      | 21.     |
| 1993   | Sauber   | Sauber C12              | Ilmor 3.5 V10            | 16     | –     | –       | –       | –     | –                | 5      | 13.     |
| 1994   | Benetton | Benetton B194           | Ford Zetec-R 3.5 V8      | 6      | –     | –       | –       | –     | –                | 1      | 24.     |
| 1994   | Sauber   | Sauber C13              | Mercedes-Benz 3.5 V10    | 2      | –     | –       | –       | –     | –                | –      | 24.     |
| Gesamt | Gesamt   | Gesamt                  | Gesamt                   | 62     | –     | –       | 1       | –     | –                | 10     |         |

### Le-Mans-Ergebnisse
| Jahr | Team                     | Fahrzeug               | Teamkollege    | Teamkollege      | Platzierung            | Ausfallgrund |
| ---- | ------------------------ | ---------------------- | -------------- | ---------------- | ---------------------- | ------------ |
| 1990 | Richard Lloyd Racing     | Porsche 962 GTi        | James Weaver   | Manuel Reuter    | Ausfall                | Feuer        |
| 1991 | Porsche Kremer Racing    | Porsche 962 CK6        | Harri Toivonen | Manuel Reuter    | Rang 9                 |              |
| 1995 | Kokusai Khaihatsu Racing | McLaren F1 GTR         | Yannick Dalmas | Masanori Sekiya  | Gesamtsieg             |              |
| 1996 | Gulf Racing              | McLaren F1 GTR         | James Weaver   | Ray Bellm        | Rang 9                 |              |
| 1997 | BMW Schnitzer Motorsport | McLaren F1 GTR         | Steve Soper    | Nelson Piquet    | Ausfall                | Unfall       |
| 1999 | BMW Motorsport           | BMW V12 LMR            | Tom Kristensen | Jörg Müller      | Ausfall                | Unfall       |
| 2002 | DAMS                     | Cadillac Northstar LMP | Éric Bernard   | Emmanuel Collard | Rang 12                |              |
| 2003 | Champion Racing          | Audi R8                | Emanuele Pirro | Stefan Johansson | Rang 3 und Klassensieg |              |
| 2004 | ADT Champion Racing      | Audi R8                | Emanuele Pirro | Marco Werner     | Rang 3                 |              |
| 2005 | ADT Champion Racing      | Audi R8                | Tom Kristensen | Marco Werner     | Gesamtsieg             |              |

### Sebring-Ergebnisse
| Jahr | Team                | Fahrzeug               | Teamkollege      | Teamkollege      | Platzierung | Ausfallgrund |
| ---- | ------------------- | ---------------------- | ---------------- | ---------------- | ----------- | ------------ |
| 1999 | Team BMW Motorsport | BMW V12 LMR            | Jörg Müller      | Tom Kristensen   | Gesamtsieg  |              |
| 2000 | BMW Motorsport      | BMW V12 LMR            | Jörg Müller      |                  | Rang 3      |              |
| 2001 | BMW Motorsport      | BMW M3 GTR             | Jörg Müller      |                  | Rang 10     |              |
| 2002 | Team Cadillac       | Cadillac Northstar LMP | Éric Bernard     | Emmanuel Collard | Ausfall     | Elektrik     |
| 2003 | Champion Racing     | Audi R8                | Stefan Johansson | Emanuele Pirro   | Rang 2      |              |
| 2004 | Champion Racing     | Audi R8                | Marco Werner     | Emanuele Pirro   | Rang 2      |              |
| 2005 | ADT Champion Racing | Audi R8                | Marco Werner     | Tom Kristensen   | Gesamtsieg  |              |

### Einzelergebnisse in der Sportwagen-Weltmeisterschaft
| Saison | Team          | Rennwagen   | 1   | 2   | 3   | 4   | 5   | 6   | 7   | 8   |
| ------ | ------------- | ----------- | --- | --- | --- | --- | --- | --- | --- | --- |
| 1991   | Kremer Racing | Porsche 962 | SUZ | MON | SIL | LEM | NÜR | MAG | MEX | AUT |
| 1991   | Kremer Racing | Porsche 962 | 9   |     |     |     |     |     |     |     |